# والتر فان بيرين
والتر فان بيرين (مواليد 21 يونيو 1912) هو ملاكم سويسري، مثّل بلاده في الألعاب الأولمبية الصيفية 1936.

## روابط خارجية
والتر فان بيرين على موقع بوكس ريك (الإنجليزية) (registration required)
- والتر فان بيرين على موقع أوليمبيديا (الإنجليزية)